# Pietro Marchi

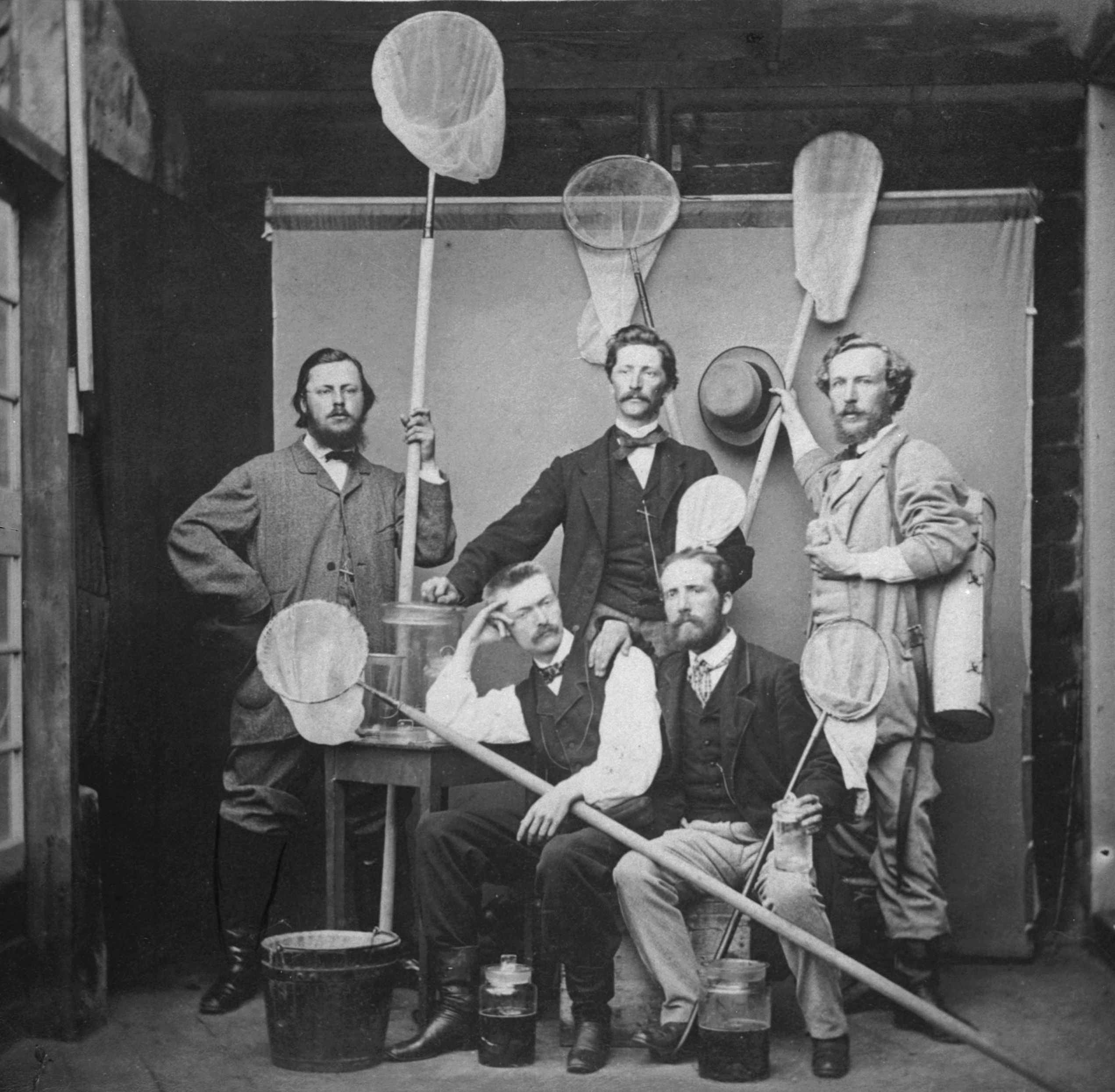
Gli zoologi che parteciparono all'escursione a Helgoland nell'agosto del 1865. Pietro Marchi è in prima fila a destra, seduto accanto a Matthijs Salverda. In piedi da sinistra: Anton Dohrn, Richard Greeff e Ernst Haeckel.

Pietro Marchi (Firenze, 27 luglio 1833 – 1923) è stato uno zoologo e medico italiano, con prevalenti contributi scientifici in elmintologia e in entomologia, settore in cui si distinse per gli studi sul baco da seta e le sue malattie. A Firenze fu decano dei medici primari nell'Arcispedale di S. Maria Nuova, dissettore anatomico, assistente alla cattedra di zoologia dei Vertebrati e libero docente presso il R. Istituto di Studi Superiori, preside del R. Istituto Tecnico Galileo Galilei e ultimo direttore dell'Officina ceroplastica fiorentina.

## Biografia
Pietro Giovanni Marchi nacque da Francesco e da Teresa Silej, secondo di quattro fratelli.

### Dalla laurea in medicina alla libera docenza in zoologia e anatomia comparata
Compiuti i primi studi a Firenze, Marchi si iscrisse alla facoltà di medicina della R. Università di Pisa, laureandosi nel 1855. Come medico chirurgo, avrebbe poi esercitato per trent'anni nell'Arcispedale di Santa Maria Nuova, raggiungendo il grado di decano dei medici primari.

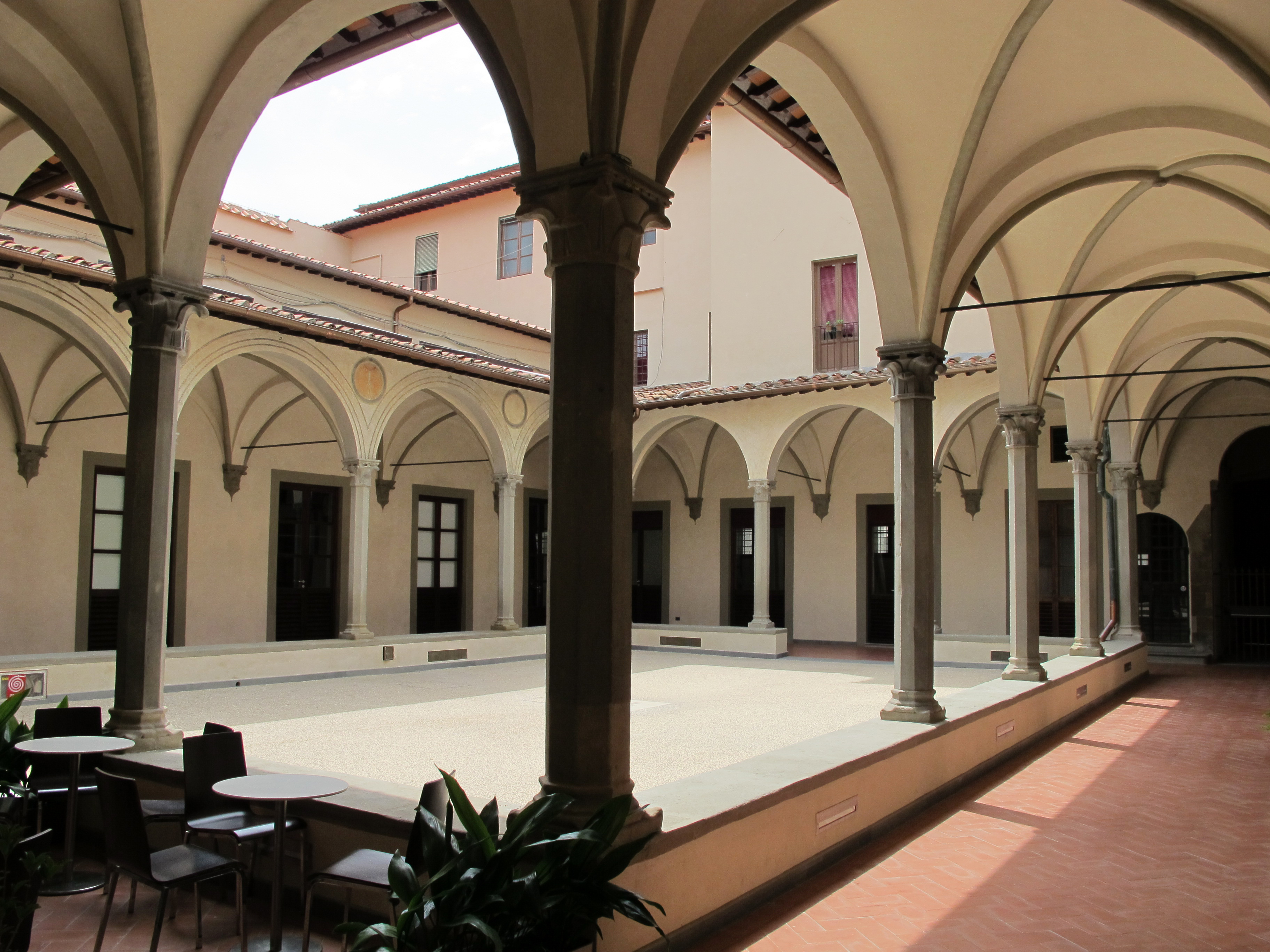
Il Chiostro delle medicherie nell'Arcispedale di Santa Maria Nuova a Firenze.

Intanto, durante gli anni universitari, aveva anche frequentato per passione i corsi di Storia naturale acquisendo una solida cultura naturalistica che, anche in assenza del titolo legale di studi, gli consentì poi di affermarsi sia in ambito scientifico come zoologo sia in quello professionale come insegnante e come libero docente universitario.

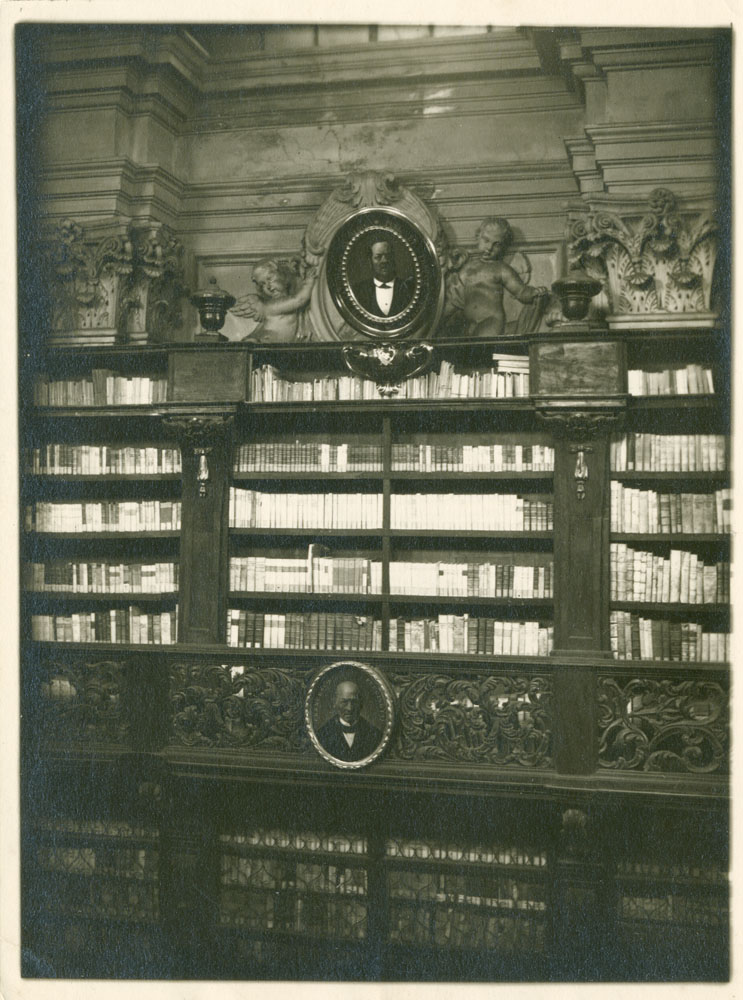
Biblioteca medica del R. Istituto di studi Superiori di Firenze.

Nel 1861 ottenne, per concorso, il suo primo incarico. Al R. Istituto di studi superiori di Firenze fu nominato dissettore anatomico presso l'Officina delle Cere e aiuto alla Cattedra di zoologia dei Vertebrati del R. Museo di Fisica e Storia naturale. Due anni dopo, divenne dissettore anatomico dei Vertebrati e degli Invertebrati, nello stesso R. Museo, prima presso Il Gabinetto di zoologia dei Vertebrati, diretto allora da Moritz Schiff, e poi presso il Gabinetto di zoologia degli Invertebrati diretto all'epoca da Adolfo Targioni Tozzetti.
Svolse l'incarico di dissettore fino all'estate del 1865 quando chiese ed ottenne un congedo per motivi di studio, essendo vincitore, per concorso, di un posto di perfezionamento in Germania. Così per tutto l'anno accademico 1865-66, approfondì le sue conoscenze naturalistiche sotto la guida di Rudolf Leuckart alla Justus Liebig-Universität di Gießen, di Max Schultze alla Rheinische Friedrich-Wilhelms-Universität di Bonn, di Ernst Haeckel alla Friedrich-Schiller-Universität  di Jena ed ebbe inoltre l'opportunità di frequentare altri illustri zoologi quali Anton Dohrn, Matthijs Salverda e Richard Greef.
Tornato in Italia, nel dicembre del 1867 ottenne dal Consiglio Superiore della Pubblica Istruzione la qualifica di Professore privato con effetti legali di Zoologia e di anatomia comparata e, già dal marzo a luglio 1869 tenne, nel R. Istituto di studi superiori, un primo corso libero di Elmintologia dell'uomo e degli animali domestici, primo corso del genere in Italia. A questo corso, altri ne seguirono regolarmente, sulla stessa materia o su argomenti diversi di anatomia comparata e di zoologia dei Vertebrati.

### L'insegnamento nella scuola secondaria e la direzione del R. Istituto Tecnico Galileo Galilei
All'impegno accademico come libero docente, Marchi affiancò ben presto l'insegnamento nelle scuole superiori. Nel 1866 ottenne la cattedra di Storia naturale nell’Istituto Tecnico di Firenze che, istituto nel 1853 come Imperiale Regio Istituto Tecnico Toscano dal Granduca Leopoldo II, era passato nel 1861 alle dipendenze del Ministero dell'agricoltura, dell'industria e del commercio. Nel 1884 Marchi fu nominato preside dello stesso Istituto che, intanto nel 1872 era passato sotto la responsabilità della Provincia e, nel 1883, era stato intitolato a Galileo Galilei.
Fin dalla sua istituzione, l'Istituto Tecnico Toscano aveva attribuito una fondamentale importanza alla componente pratica e applicativa nell’insegnamento tecnico-scientifico e si era dotato, già dal 1857, di un Museo Tecnologico, un grande contenitore di strumenti scientifici, reperti, modelli e oggetti vari di supporto all'insegnamento e utili all’apprendimento dei principali processi produttivi.
Come appendice del Museo Tecnologico era stato anche istituito il Gabinetto di Storia naturale che annoverava collezioni naturalistiche di zoologia, botanica, geo-mineralogia e paleontologia utilizzate a fini didattici per facilitare la conoscenza delle materia prime naturali da trasformare in prodotti manifatturieri, con particolare attenzione agli aspetti applicativi sul territorio.

### Il Gabinetto di Storia naturale del R. Istituto Tecnico
Quando Marchi inizio la sua attività di insegnamento all'Istituto Tecnico di Firenze, il Gabinetto di Storia naturale era cresciuto in dimensioni, varietà e valenza delle raccolte, comprendendo reperti naturalistici e modelli provenienti, per donazioni e acquisizioni, dai principali produttori, preparatori e nobili collezionisti dell'epoca.

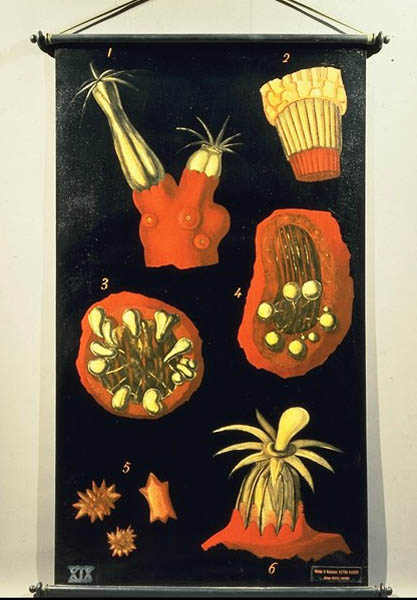
Tavola cerata di Egisto Tortori in cui sono illustrati alcuni aspetti dell'anatomo-morfologia del corallo rosso, Corallium rubrum (Linnaeus, 1758). 1 - Polipi del corallo. 2 - Scorza (sarcosoma) e vasi sullo scheletro assiale (sclerasse). 3 - Organi genitali femminili. 4 - Organi genitali maschili. 5 - Spicule calcaree. 6 - Polipo femmina che rilascia una larva (planula).

Fu così che nel 1870 Marchi fu incaricato di riordinare tutte le numerose collezioni del Museo tecnologico e del Gabinetto di Storia naturale, con lo scopo di renderle disponibile al nuovo corso di studi. Marchi fu impegnato in questo lavoro per quindici anni. Ma non si limitò alla descrizione, alla catalogazione e al riordino del patrimonio museale esistente. Fin dall'inizio del suo incarico, prima come insegnante e poi come preside, Marchi si adoperò per arricchire le collezioni, potenziandone la funzione didattica e formativa, tanto che nel 1879 il Gabinetto di Storia Naturale acquisì una propria identità istituzionale e, a seguito dello smembramento del Museo Tecnologico, finì anche per inglobare i saggi delle lavorazioni manifatturiere e industriali, che andarono a costituire la nuova “Sala delle Industrie”.
Molte e di grande importanza furono le nuove acquisizioni volute da Marchi come preside dell'Istituto tecnico. Tra le più significative i modelli in cera di organografia vegetale di Egisto Tortori e le sessantasei tavole murali da lui dipinte, le riproduzioni in vetro di Invertebrati di Leopold e Rudolf Blaschka di Dresda, i modelli di funghi in cera di Luigi Calamai, i preparati in alcol di animali marini di Salvatore Lo Bianco della Stazione zoologica Anton Dohrn e l'erbario della marchesa Marianna Paulucci.
Con il collocamento a riposo di Marchi nel 1907 ed il subentro alla direzione dell'Istituto Tecnico Galilei di Giacomo Trabucco, le collezioni del Museo Tecnologico e del Gabinetto di Storia naturale furono unificate e andarono a costituire la dotazione museale, ricca allora di oltre quarantacinquemila campioni, del Museo di Storia Naturale e Tecnologico, che sarebbe poi stato gestito dal 1987 dalla Fondazione Scienza e Tecnica di Firenze.

## Nomine, onorificenze e altri riconoscimenti
Marchi ottenne la sua prima onorificenza nel 1860 quando gli venne conferita la medaglia d'argento al valore militare «Per essersi distinto molto con zelo, coraggio ed umanità nell'esercizio delle sue funzioni curando sul campo e sotto il fuoco i feriti» durante la seconda Guerra d'indipendenza italiana, alla quale aveva partecipato come tenente medico di reggimento.
Il 5 giugno 1869 fu insignito del titolo di Cavaliere dell'Ordine dei Santi Maurizio e Lazzaro e, nel 1870, di quello di Cavaliere dell'Ordine della Corona d'Italia.
Fece parte, inoltre, di diverse associazioni scientifiche. Fu socio, fin dalla sua fondazione, della Società Entomologica Italiana di cui fu segretario delle corrispondenze dal 1869 al 1892; nel 1863 fu ammesso come socio corrispondente all'Accademia dei Georgofili di cui divenne socio ordinario nel 1864, emerito nel 1885 e membro del Consiglio Accademico dal 1909 al 1918; dal 1863 al 1891 fu socio effettivo della Società Italiana di Scienze Naturali; dal 29 luglio 1867 fu socio corrispondente della Società Filotecnica di Torino e, dal 1868, della Società medico-fisica fiorentina.
Marchi fu l'ultimo direttore, fino al 1893, dell’Officina Ceroplastica Fiorentina e responsabile delle collezioni naturalistiche. Fu vice-segretario nel 1883 del Comitato Bacologico Internazionale presieduto da Louis Pasteur; presidente dell'Accademia Valdarnese del Poggio di Montevarchi dal 1877 al 1879, componente del consiglio accademico della R. Accademia Toscana di arti e Manifatture di Firenze e consigliere della Commissione per il governo e per l'amministrazione del R. Conservatorio femminile delle Stabilite in San Pietro a Monticelli in Firenze dal 1880 al 1882.
In segno di stima, Corrado Parona gli dedicò nel 1887 una nuova specie di tenia, la Taenia marchii e Antonio Porta nel 1910 una nuova specie di acantocefalo, il Corynosoma Marchii.

## Attività scientifica
Marchi fu autore di diversi contributi scientifici in vari settori specialistici quali l'elmintologia, la carcinologia e l'entomologia dove, in particolare. è ricordato per i suoi lavori sul baco da seta e le sue malattie.

### I primi lavori sul baco da seta
I primi lavori di zoologia di Marchi sono del 1863 e trattano dell'atrofia parassitaria del baco da seta Bombyx mori (Linnaeus, 1758).  Alcuni anni prima questa grave malattia, detta anche pebrina o mal delle petecchie, si era diffusa dalla Francia in Italia e aveva assunto i caratteri di una epizoozia causando ingenti danni alla bachicoltura. 

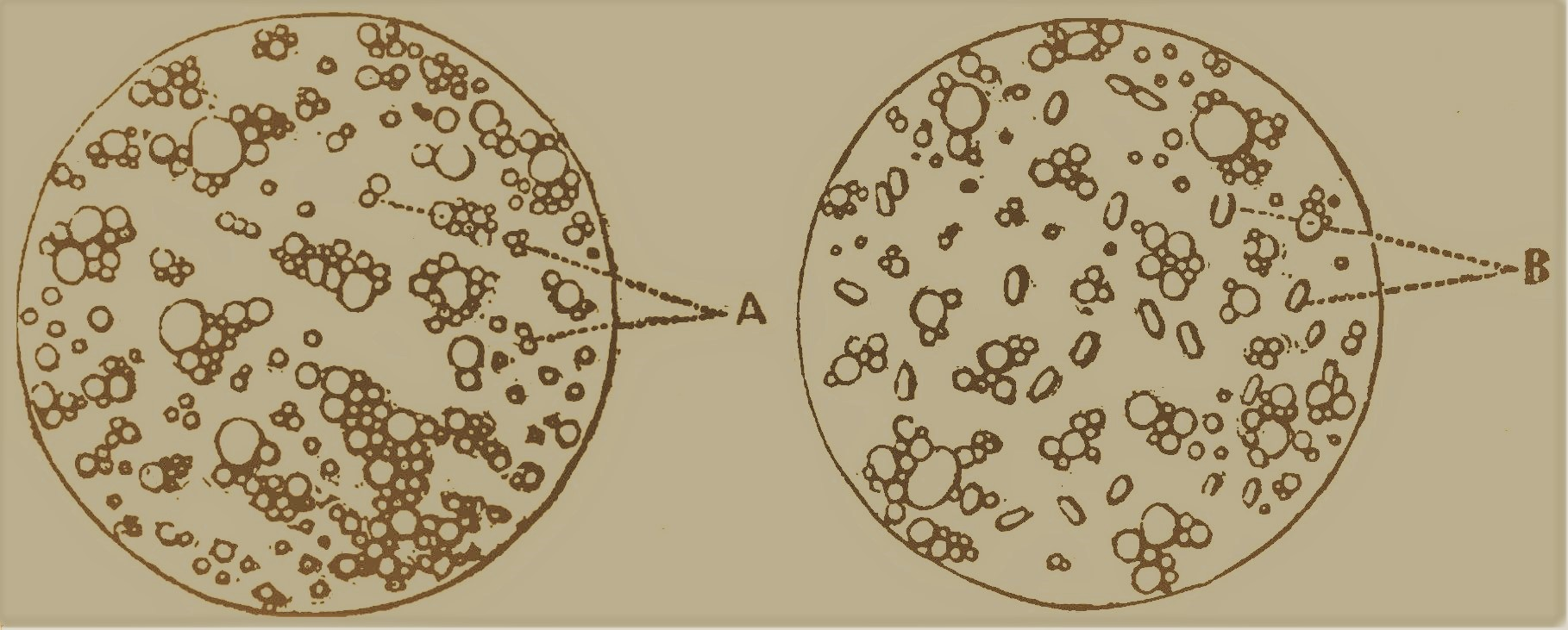
A sinistra un uovo sano di baco da seta: nel campo sono visibili le sferule tondeggianti (A), formate dalla normale materia grassa del tuorlo. A destra un uovo deposto da una femmina affetta da atrofia parassitaria: assieme alle sferule tondeggianti di materia grassa sono visibili i corpuscoli oscillanti di Cornalia (B) (immagine tratta da Marchi, 1864a)

In due brevi note, lette all'Accademia dei Georgofili e poi pubblicate negli Atti, Marchi espose i risultati delle sue ricerche su alcuni allevamenti comparativi, tendenti a verificare l'efficacia del solfito e dell'iposolfito di sodio nella prevenzione o nella cura dell'infezione, arrivando alla conclusione che non erano entrambi di alcuna utilità nella lotta al «terribile flagello».
Successivamente, in una lunga memoria, fece il punto sullo stato delle conoscenze sulla malattia. Discusse delle cause e della natura del morbo, confermandone il carattere ereditario ma non contagioso. Ne espose i sintomi e descrisse le alterazioni anatomo-morfologiche riscontrate negli insetti infetti nei tre stadi di sviluppo di larva, di crisalide e di farfalla, con particolare attenzione all'organo serico che, o restava allo stato embrionario o, se si sviluppava, non produceva la sua normale secrezione. Si soffermò sui caratteri microscopici e sulla natura dei corpuscoli oscillanti di Cornalia, la cui presenza era sintomo patognomonico della malattia e segno certo per la diagnosi di seme infetto. Concluse infine la memoria discutendo dei rimedi proposti di prevenzione e cura dell'infezione.
Negli anni successivi Marchi si occupò ancora del baco da seta e delle sue malattie sulle quali, ai Georgofili, «intrattenne l'Accademia con dotte memorie», l'ultima delle quali pubblicata nel 1867 come seconda edizione della precedente del 1864.

### Gli studi sui vermi parassiti
Durante gli studi di perfezionamento a Gießen, Marchi approfondì le sue conoscenze sugli elminti con Rudolph Leuckart, «il primo degli elmintologi moderni». Proprio in quel periodo, nel dicembre del 1865, nel villaggio di Hederlsleben presso Magdenburgo, in pochi giorni. morirono oltre cento persone per un'infezione che, scambiata inizialmente per colera, fu poi diagnosticata correttamente come trichinosi. Per riferire sulla grave parassitosi e «per destare l'allarme contro il pericolo», Marchi scrisse e inviò una nota all'Accademia dei Georgofili nella quale trattò del nematode responsabile dell'infezione, la Trichina spiralis, e riferì sulle ricerche di Leuckart e Zenker sul ciclo vitale del parassita. Nello stesso lavoro Marchi si occupò anche delle due tenie che parassitano l'uomo e descrisse il loro ciclo vitale dallo stato di cisticerco o di cenuro, in ospiti diversi, fino allo stato perfetto. Discusse infine delle cure proposte contro l'infezione di questi parassiti e delle norme che le autorità avrebbero dovuto seguire per impedirne le infestazioni.

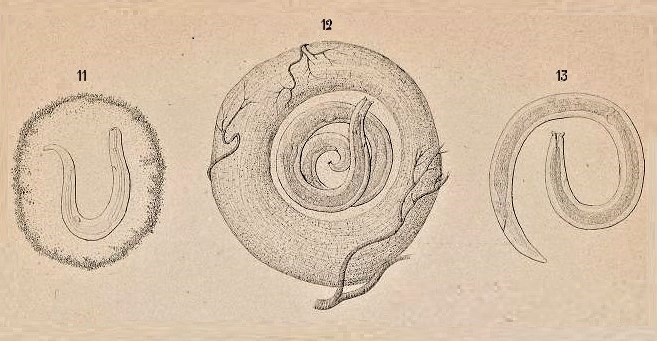
Preparati microscopici di alcune fasi dello sviluppo migratorio, completamente parassitario, della S. obtusa quando è ospite della larva del T. molitor (immagine tratta da Marchi, 1871a).
Fig. 11 - Ciste non ancora completa, a pareti non ancora ben delimitate, contenente l'embrione per gran parte trasformato in larva.
Fig. 12 – Ciste completa, con le terminazioni di più rami tracheali, e la larva tipicamente disposta in spirale.
Fig. 13 – Larva uscita dalla ciste.

Questa nota non fu il primo lavoro elmintologico di Marchi, qualche mese prima si era occupato di una zoonosi minore pubblicando un articolo sulla cenurosi cerebrale delle pecore, il capostorno o vertigine, causata dallo sviluppo a livello del sistema nervoso centrale del Coenurus cerebralis, forma larvale cistica della Taenia multiceps.
Gli elminti furono oggetto di numerose pubblicazioni anche negli anni successivi. Nel 1866 scrisse una lunga monografia sulla Spiroptera obtusa Rud. nella quale, a una premessa con l'elenco degli ospiti, la sinonimia e i principali caratteri zoologici del nematode, fece seguire una dettagliata descrizione dell'anatomo-morfologia e dell'istologia tanto del maschio che della femminina che in questa specie sono caratterizzati da uno spiccato dimorfismo sessuale. Discusse poi dei risultati dei suoi esperimenti sulle migrazioni evolutive del parassita che confermavano quanto precedentemente evidenziato da Leuckart sullo sviluppo migratorio del parassita da una specie del genere Mus alla larva del Tenebrio molitor e viceversa.
Nel 1869 descrisse una nuova specie di Taenia, rinvenuta nel tenue di una Loxia curvirostra Linnaeus, 1758, per la quale propose il nome di T. clavata, per la forma particolare della testa.
Successivamente, dopo uno scritto divulgativo sui vermi parassiti, trascrizione di una lettura al Museo di fisica e storia naturale di Firenze, e dopo una nota di considerazioni e proposte di igiene e profilassi contro le parassitosi causate da trichine e da cisticerchi, contenente una raccomandazione all'Accademia dei Georgofili «a farsi promotrice di una popolare istruzione a riguardo delle malattie provenienti da questi e da altri parassiti dell'uomo», Marchi pubblicò diversi lavori frutto di sue ricerche originali. Descrisse anche due nuove specie: il Distoma tursionis Marchi, 1873, un trematode rinvenuto nel tenue del Delphinus tursio e la forma larvale di un cestode, un cisticercoide ritrovato nella parete intestinale di un geco, l'Ascalobotes mauritanicus.

### Le ricerche su altri gruppi animali

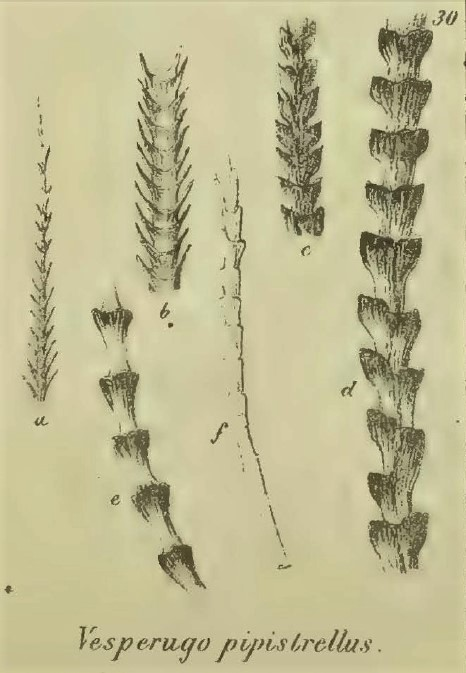
Apparenze microscopiche dei peli prelevati nella parte mediana della regione addominale del Vesperugo pipistrellus Schreber, 1774, sinonimo di Pipistrellus pipistrellus Schreber, 1774 (immagine tratta da Marchi, 1872c)

Parallelamente agli studi sul baco da seta e sui vermi parassiti, Marchi portò avanti osservazioni e ricerche su altri gruppi o specie animali. Rientrano in questo settore i lavori morfo-istologici sull'epitelio vibratile e sulle cellule ciliari che egli condusse durante il soggiorno di studi a Bonn. Furono oggetto delle sue ricerche l'Anodonta cygnea, due specie di Helix, l'H. hortenis e l'H. pomatia e due specie di Limax, la L. rufa e la L. atra.
Si occupò anche di vertebrati studiando l'epitelio dei ventricoli delle rane e delle pecore nonché la morfologia dei peli di alcuni insettivori e delle molte specie di chirotteri che ebbe modo di esaminare nelle collezioni zoologiche del Naturhistorisches Museum di Vienna. Comparando forme e dimensioni tra vari generi e varie specie, mostrò come la morfologia di queste produzioni epidermoidee potesse essere di valido ausilio nella classificazione di questi mammiferi.
Allo stesso ambito appartengono poi le ricerche microscopiche sulle lane delle pecore che Marchi svolse ritenendole utili anche ai fini pratici «per giudicare l'uso di una varietà per certe industrie in preferenza ad altra congenere».
Marchi condusse ulteriori ricerche sulle due specie di Limax, di cui si era servito per gli studi sull'epitelio ciliare. Nel 1867 infatti pubblicò un lavoro sull'anatomo-morfologia degli organi secretori di muco dei gasteropodi, dimostrando che questi organi erano costituiti da glandule unicellulari di varie dimensioni immerse in un tessuto epiteliale.
Marchi fu anche un convinto sostenitore dell’ipotesi evolutiva di Charles Darwin e volle contribuire alla sua divulgazione, traducendo dall'inglese il voluminoso testo di Thomas Henry Huxley, Man's Place in Nature and Other Anthropological Essays
A partire dalla seconda metà degli anni settanta dell'Ottocento i contributi di ricerca di Marchi diminuirono progressivamente come pure andò parallelamente riducendosi la sua produzione bibliografica. L'ultimo lavoro fu una comunicazione verbale su un caso di parassiti da larve di Homalomya prostrata del 1879, riportata nei Resoconti delle adunanze della Società Entomologica Italiana.

## Contributi scientifici
Pubblicazioni sul baco da seta e le sue malattie
- Sull'azione del solfito e dello iposolfito di soda nella malattia dei bachi da seta. Breve nota del Dott. Pietro Marchi settore di anatomia comparata nel R. Museo di Firenze, letta nell'Adunanza del 14 giugno 1863, in Atti R. Acc. Georg. Continuazione, X (n.s.), n. 3, Firenze, Gabinetto Scientifico Letterario di G. P. Vieusseux, 1863,  pp. 349-351.
- Ultime osservazioni sull'azione del solfito ed iposolfito di soda nella malattia dei bachi da seta, presentata dal dottor Pietro Marchi nell'Adunanza del 23 Agosto 1863, in Atti R. Acc. Georg. Continuazione, X (n.s.), n. 4, Firenze, Gabinetto Scientifico Letterario di G. P. Vieusseux, 1963,  pp. 464-466.
- Della dominante malattia dei bachi da seta, dell'esame microscopico delle uova, e del suo più giusto valore. Cenni del dott. Pietro Marchi, in Giornale Agrario Toscano, XI (n.s.), Firenze, Gabinetto Scientifico Letterario di G. P. Vieusseux, 1864,  pp. 34-53.[70]
- (In collaborazione con Adolfo Targioni-Tozzetti), Resultato degli esami microscopici fatti sulle uova di bachi da seta inviate da S. E. il Ministro degli Affari Esteri, in Atti R. Acc. Georg. Continuazione, XI (n.s.), n. 2, Firenze, Gabinetto Scientifico Letterario di G. P. Vieusseux, 1864,  pp. LXVII-LXVIII.
- Brevi considerazioni sopra una sorgente di errore nello studio dei corpuscoli della dominante atrofia dei filugelli; lette nell'Adunanza dell'8 maggio 1864 dal socio corrispondente dott. Pietro Marchi, in Atti R. Acc. Georg. Continuazione, XI (n.s.), n. 3, Firenze, Gabinetto Scientifico Letterario di G. P. Vieusseux, 1864,  pp. 157-161.
- Nota statistica di un allevamento di bachi da seta fatto nel reale museo di Firenze nella primavera del 1864, in Atti R. Acc. Georg. Continuazione, XI (n.s.), n. 4, Firenze, Gabinetto Scientifico Letterario di G. P. Vieusseux, 1864,  pp. 208-214.
- Della dominante Malattia dei Bachi da Seta; dell'esame microscopico delle uova, e del suo più giusto valore, 2ª ed., Firenze, Tip. Galileiana di M. Cellini & C., 1867,  pp. 1-31.
- Sopra un nuovo metodo proposto per la confezione del seme da bachi da seta, in Atti R. Acc. Georg. Continuazione, XIV (n.s.), n. 4, Firenze, Gabinetto Scientifico Letterario di G. P. Vieusseux, 1867,  pp. 133-136.
- (In collaborazione con Adolfo Targioni-Tozzetti), Dichiarazione sulla bontà del seme e le istruzioni pratiche per l'allevamento di quella specie di bachi, in La Provincia, V, /, Capodistria, Tip. Giuseppe Tondelli, 1871,  pp. 717-718.
- Rapporto sopra alcuni bozzoli delle colonie agricole della Repubblica argentina letto nella pubblica Adunanza generale del dì 18 maggio 1873 dal cav. prof. Pietro Marchi, uno de' componenti la commissione incaricata di esaminare i prodotti da esse inviati, in Atti R. Acc. Georg., III (IV), n. 2, Firenze, Tip. Galileiana di M. Cellini & C., 1973,  pp. 190-191.

Pubblicazioni sugli elminti
- Della leucocitema gaglio-splenica negli animali lanuti e caprini in Sicilia, in Giornale Agrario Toscano, XI (n.s.), Firenze, Gabinetto Scientifico Letterario di G. P. Vieusseux, 1864,  pp. 306-310.
- Breve nota sopra due specie di tenia e sulla Trichina spiralis, letta alla Accademia dei Georgofili il 18 febbraio 1866, in Continuazione Atti Acc. Georg., XIII (n.s.), n. 2, Firenze, Gabinetto Scientifico Letterario di G. P. Vieusseux, 1866,  pp. 146-156.
- Della vertigine o capogiro delle pecore, in Giornale Agrario Toscano, XII (n.s.), Firenze, Gabinetto Scientifico Letterario di G. P. Vieusseux, 1865,  pp. 26-30.
- Sopra una tenia della Loxia curvirostra. Breve nota, in Atti Soc. It. Sc. Nat., XII, fasc. 3, Milano, Tip. Giuseppe Bernardoni, 1869,  pp. 534-535, tav. I.
- Ancora sulla Trichina e sui Cisticerchi, in relazione colla pubblica salute. Considerazioni e proposte del professore Pietro Marchi, lette nell'Adunanza ordinaria del dì 7 marzo 1869, in Continuazione Atti R. Acc. Georg., XVI (n.s.), n. 1, Firenze, Gabinetto Scientifico Letterario di G. P. Vieusseux, 1870,  pp. 68-76.
- Monografia sulla Storia genetica e sulla Anatomia della Spiroptera obtusa Rud., in Mem. R. Acc. Sc. Torino, XXV (II), Torino, Stamp. Reale, 1871,  pp. 1-30, tav. I-II.
- Sopra una specie nuova di Distomum trovata nelle intestina del Delphinus tursio, in Atti Soc. It. Sc. Nat., XV, n. 4, Milano, Tip. Giuseppe Bernardoni, 1872,  pp. 304-305, tav. 5.
- Sopra un nuovo cestode trovato nell'Ascalobotes mauritanicus, in Atti Soc. It. Sc. Nat., XV, n. 4, Milano, Tip. Giuseppe Bernardoni, 1872,  pp. 305-306, tav. 5.
- Del tenia in generale e in special modo del tenia medio-cancellata. Comunicazione nell'adunanza pubblica del 5 febbraio 1871, in Atti Accademici Soc. Medico-fis. Fiorentina, Anni 1868-69-70-71, Firenze, Tip. Cenniniana, 1873,  pp. 93-95.
- Sur le développement du cysticerque des Geckos en cestode parfait chez le Strix noctua (Extrait du procés-verbal). Séance du 27 août 1878, in Ass. Franç. pour l'Avance. d. Sc. (AFAS), C. R., VII, Paris, 1878,  p. 757.

Pubblicazioni su altri argomenti di zoologia e su altre specie animali
- Beobachtungen über Wimper-Epithel, in Archiv für mikroskopische Anatomie, II, Bonn, Max Cohen & Sohn, 1866,  pp. 467-471, tav. XXIII.[71]
- Sullo epitelio vibratile; ricerche del dottor Pietro Marchi, in Il Nuovo Cimento, XXVI, Pisa, Tip. Pieraccini, 1867,  pp. 117-121.[72]
- Sugli organi secretori del mucco nei molluschi gasteropodi; memoria del Dott. Pietro Marchi, in Il Nuovo Cimento, XXVI, Pisa, Tip. Pieraccini, 1867,  pp. 142-144.[73]
- Degli studi sulle cocciniglie per Adolfo Targioni Tozzetti, professore nel Regio museo di Firenze. Relazione analitica del prof. P. Marchi, in Il Nuovo Cimento, XXVII, Pisa, Tip. Pieraccini, 1868,  pp. 105-122.
- Delle apparenze microscopiche delle lane e dei peli di altri mammiferi. Comunicazione verbale, in Atti R. Acc. Georg., I (IV), Firenze, Tip. Galileiana di M. Cellini & C., 1871,  pp. 107-110.
- Sulla morfologia dei peli nei Chirotteri. Studio comparativo, in Atti Soc. It. Sc. Nat., XVI, Milano, Tip. Giuseppe Bernardoni, 1972,  pp. 513-541 , tav. 8-11.
- Homalomyia prostrata Bouché, sue larve nell'intestino di una donna. Comunicazione verbale adunanza del dì 8 giugno 1879, in Resoc. Adunanze Soc. Entom. It., Firenze, Tip. Cenniniana, 1879,  pp. 16-17.

Scritti su argomenti vari
- L'oidio si comunica all'uomo?, in Giornale Agrario Toscano, XI (n.s.), Firenze, Gabinetto Scientifico Letterario di G. P. Vieusseux, 1864,  pp. 200-201.
- Sull'avorio che si adopra nelle arti; studi del dottor Pietro Marchi, in Il Nuovo Cimento, XXV, Pisa, Tip. Pieraccini, 1867,  pp. 208-220.[74]
- Sulla discussione che ebbe luogo nell'accademia medico - fisica Fiorentina a proposito della fuchsina, in Lo Sperimentale, XXIX, anno XXIV, Firenze, Tip. Cenniniana, 1872,  pp. 475-478.
- Il Museo Tecnologico, in  Averardo Pippi, L’Istituto tecnico di Firenze: la sua storia e i suoi gabinetti, Firenze, Tip. Salvatore Landi, 1900,  pp. 53-59.

Manuali didattici e opere divulgative
- Lezioni di fisiologia sperimentale sul sistema nervoso encefalico date dal prof. Maurizio Schiff nel R. Museo di Firenze l'anno 1864-65 e compilate per cura del dott. Pietro Marchi, Firenze, Eugenio e F. Cammelli, 1866,  pp. 1-422.
- I vermi parassiti, in La Scienza del Popolo, II (I), Firenze, Stab. Tip. Civelli, 1867,  pp. 1-42, tav. I-II.
- La pelle e i suoi prodotti negli animali vertebrati, Firenze, Tip. Galileiana di M. Cellini & C., 1870,  pp. 1-135.
- Spugne e coralli pel prof. Pietro Marchi lettura tenuta nel Regio Museo di Storia Naturale in Firenze il 17 marzo 1870, in La Scienza del Popolo, II (II), Milano, E. Treves, 1870,  pp. 1-25, tav. I.
- I Lofobranchi. Memoria letta dal Socio Professor Pietro Marchi nell'Adunanza del 25 Maggio 1873, in Atti R. Acc. Georg., III (IV), n. 4, Firenze, Tip. Galileiana di M. Cellini & C., 1973,  pp. 247-249.

Traduzioni
- Justus von Liebig, Sulla analisi delle foglie del gelso specialmente in rapporto alla malattia dei bachi da seta; relazione del barone Liebig tradotta dal tedesco dal prof. Pietro Marchi, in In Nuovo Cimento, XXVI, Pisa, Tip. Pieraccini, 1867,  pp. 244-251.
- Thomas Henry Huxley, Prove di fatto intorno al posto che tiene l'uomo nella natura (PDF), Milano, E. Treves, 1869,  pp. I-IX + 1-502.

Manoscritti
- Nota statistica di un allevamento di bachi da seta fatto nel museo di Firenze nell'anno 1864, 19 giugno 1864,  pp. 1-8.[75]